# Краснознаменський сільський округ
Краснозна́менський сільський округ (каз. Краснознаменное ауылдық округі, рос. Краснознаменский сельский округ) — адміністративна одиниця у складі Мамлютського району Північноказахстанської області Казахстану. Адміністративний центр — село Краснознаменне.
Населення — 1126 осіб (2021; 1498 у 2009, 1840 у 1999, 2331 у 1989).
Станом на 1989 рік існувала Краснознаменська сільська рада (села Біловка, Калугіно, Краснознаменне).

## Склад
До складу округу входять такі населені пункти:
| Населений пункт      | Старі назви | Населення, осіб (1989) | Населення, осіб (1999) | Населення, осіб (2009) | Населення, осіб (2021) |
| -------------------- | ----------- | ---------------------- | ---------------------- | ---------------------- | ---------------------- |
| Біловка, село        | -           | 501                    | 436                    | 313                    | 210                    |
| Калугіно, село       | -           | 512                    | 435                    | 320                    | 232                    |
| Краснознаменне, село | -           | 1318                   | 969                    | 865                    | 654                    |
| --Машинний двір      | -           | -                      | -                      | -                      | 30                     |